# Телевизија Славоније и Барање
Телевизија Славоније и Барање или Славонска телевизија је трећа хрватска локална телевизија која је покренута 7. октобра 1992. године.
Програм телевизије Славоније и Барање промењен је након новог закона о телекомуникацијама. У 2007.години телевизија је прославила 15. година успешног емитовања.Сигнал Славонске телевизије обухвата делове Осјечко-барањске, Вуковарско-сремске и Бродско-посавске жупаније.